# Benedikt Hummel
Benedikt Hummel (* 1. Oktober 1901 in Kempten; † 19. Februar 1996 in Taufkirchen (Vils)) war ein deutscher Chirurg und Hochschullehrer.

## Leben
Als Sohn eines Instrumentenmachers studierte Hummel Medizin an der Friedrich-Wilhelms-Universität zu Berlin, der Julius-Maximilians-Universität Würzburg und der Ludwig-Maximilians-Universität München. Er bestand 1927 in München das Staatsexamen und wurde 1928 dort zum Dr. med. promoviert.
Bis 1931 volontierte er in der Inneren Medizin und in der Pathologie.
Anschließend begann er die chirurgische Fachausbildung. Nach kurzer Zeit am Städtischen Krankenhaus Mannheim wechselte er zu Ferdinand Sauerbruch an die Charité. Von 1935 bis 1938 war er Chefarzt am St. Josef-Krankenhaus in Schwiebus, Neumark. Am 1. Januar 1939 kehrte er als Privatassistent zu Sauerbruch zurück. 1943 habilitierte er sich. Bis April 1946 war er Oberarzt bei Sauerbruch. 1946 zum Professor mit Lehrauftrag ernannt, übernahm er als Chefarzt die Chirurgische Klinik des Städtischen Krankenhauses Berlin-Tempelhof. Mit Kurt Strauß und anderen Chirurgen redigierte er Rezensionen in der Deutschen Zeitschrift für Chirurgie. An der Berliner Universität wurde er 1946 Professor mit Lehrauftrag. Er war Mitglied der Sozialistischen Einheitspartei Deutschlands (SED).
Hans-Georg Gadamer bat Hummel am 1. August 1946, in Leipzig den Lehrstuhl und die Leitung der Chirurgischen Universitätsklinik vertretungsweise wahrzunehmen. Hummel kam dem Wunsch am 8. Oktober 1946 nach. Innerhalb kürzester Zeit richtete er eine Spezialstation für Tuberkulosekranke ein. Über die dauerhafte Besetzung des Lehrstuhls hatte eine Berufungskommission zu entscheiden. Sie bestand aus Werner Hueck, Ludwig Lendle, Walter von Brunn und Alexander Bittorf.
Sie hegte Zweifel an Hummels ärztlichen Leistungen. Am 27. Februar 1947 unterrichtete der Dekan den Rektor der Universität Leipzig über das ablehnende Votum der Kommission. Hummel beendete die Leipziger Tätigkeit am 31. März 1947. 1948 wurde er in Ost-Berlin kommissarischer Direktor der I. Chirurgischen Klinik in der Ziegelstraße.
Die Universität Schiras im Iran berief Hummel 1952 auf ihren Lehrstuhl für Chirurgie. 1957 nach Deutschland zurückgekehrt, leitete er von 1957 bis 1970 die Chirurgie des privaten Krankenhauses Dr. Wilke in Bergen (Landkreis Celle).